# Lisa Wirén
Lisa Wirén, född 23 mars 1984 i Örebro, är en svensk före detta handbollsspelare.Missade OS 2008 efter en skada.  Wirén blev utlandsproffs i HC Leipzig inför säsongen 2008/2009 säsongen tidigare hade hon vunnit SM-guld med Skövde HF.
Lisa är nu tränare för flickor 13/14 i IFK Örebro handboll.